# Mary Waya
Mary Waya (sinh ngày 25 tháng 5 năm 1968) là một cầu thủ và huấn luyện viên bóng lưới người Malawi. Waya bắt đầu chơi bóng rổ cấp quốc tế ở tuổi 14, và đã chơi trong hơn 200 trận đấu đại diện cho Malawi. Trong thời gian đó, cô đã tham dự hai Giải vô địch bóng rổ thế giới (1995 và 2007), ba Đại hội Thể thao Khối thịnh vượng chung (1998, 2006 và 2010) và hai Giải Bóng lưới Thế giới (2009 và 2010).
Waya đã trở nên nổi tiếng quốc tế trong Giải vô địch thế giới năm 2007 tại New Zealand, nơi đội tuyển quốc gia Malawi("Nữ hoàng") đứng thứ 5, vị trí cao nhất của họ. Cô tuyên bố nghỉ hưu sau giải đấu, nhưng trở lại thi đấu quốc tế vào năm sau. Cô vẫn là cầu thủ cao cấp nhất của đội tuyển quốc gia, và được chọn là người mang cờ cho đội tuyển Ma-rốc tại Đại hội Thể thao Khối thịnh vượng chung 2010 ở Delhi.
Sau World Series 2010 tại Liverpool, Waya một lần nữa tuyên bố từ giã bóng rổ quốc tế, cùng với các cựu binh của đội tuyển là Hòa bình Chawinga-Kalua và Esther Nkhoma. Cô chuyển sự chú ý sang công việc huấn luyện, và cuối năm đó bước vào vai trò huấn luyện viên trưởng của đội bóng rổ U-20 ở Ma-lai-xi-a.
Hiệp hội Bóng rổ Malawi (NAM) đã tổ chức các cuộc đàm phán với ba người chơi đã nghỉ hưu để cố gắng thuyết phục họ trở lại Nữ hoàng. Vào ngày 15 tháng 6 năm 2011, NAM thông báo rằng Waya đã đồng ý trở lại đội tuyển quốc gia, cùng với các cựu binh của Nữ hoàng Esther Nkhoma và Sylvia Mtetemela; Hòa bình Chawinga-Kalua trước đó đã ký làm trợ lý huấn luyện viên cho đội. Giới truyền thông ở Malawi chỉ ra rằng sự trở lại của ba cựu binh đã gây ra căng thẳng lớn trong đội hình của Nữ hoàng, khiến Waya rút sớm khỏi trại huấn luyện của đội.
Trong bóng rổ trong nước, Waya chơi cho MTL Queens. Cô đã kết hôn với cầu thủ quá cố của Bullets FC, Fumu Ng'oma, trước khi họ chia tay; Waya và Ng'oma có hai con trai.
Cô được mệnh danh là huấn luyện viên của Đội bóng lưới quốc gia Tanzania năm 2012.